# 王忠嗣
王 忠嗣（おう ちゅうし、神龍元年（705年）- 天宝8載（749年））は唐の武将。元々は王訓という名であったが、玄宗に名を賜り改名した。本貫は太原郡祁県。突厥や吐蕃を相手に勝利を重ね、唐の国土を守った。しかし、兵の死を犠牲にする敵地への侵攻を拒否し、命令に背いたために左遷させられ、その地で没した。安禄山の反乱を予期していたことでも知られる。

## 生涯

### 父と禁中時代
家は華州にあった。父の王海賓は太子右衛率であり、驍勇で聞こえていた。開元2年（714年）、唐と吐蕃が交戦た時、王海賓は左羽林将軍・薛訥の先鋒として吐蕃と戦い、戦功は大きかった。しかし、諸将がその功をねたんだため援軍を得られず戦死した。戦闘自体は唐軍の勝利に終わった。この時9歳であった。王忠嗣は父が王事に死んだことで朝散大夫に任じられ、『忠嗣』という名をもらい禁中で養われた。皇子の李亨とは仲が良く、長じてからは意志がとても強い上に言葉少なく、人物に重みがあった。武略に長け、玄宗と兵学について論じた際に縦横に答え、「後に必ず良将となるであろう」と評された。代州別駕に就任した時には横暴な豪族たちも法を犯すものはなかったという。

### 節度使就任
開元18年（730年）以降に信安王・李禕、蕭嵩の河西での軍事に従い、兵馬使となり、精鋭数百騎で吐蕃軍・数千人を殺した。開元21年（733年）に左威衛将軍・代北都督に任じられる。しかし、皇甫惟明の義弟・王昱と仲が悪く、罪により東陽府左果毅に降格させられている。
その後、河西節度使・杜希望に従い、吐蕃戦で手柄をたてて左威衛郎将に昇進し、城に攻め込んできた吐蕃の大軍を衆軍が恐れるなか、単身で蹴散らして数百人を殺して大勝に導き、左金吾衛将軍・河東節度副使に昇進した。開元28年（740年）には、代州都督を兼ね、開元29年（741年）に、朔方節度使に就任した。

### 北地での勝利、上昇と暗雲
天宝元年（742年）、奚と戦い、三戦三勝して武威を漠北にあらわした。突厥は降伏の意志を示したが来訪してこなかったため、諜報を放って反間の計を仕掛け、バシュミル、カルルク、ウイグルの3部に突厥を攻撃させ、突厥の可汗は逃亡した。その後、突厥を攻撃し多くのものを降伏させた。左武衛大将軍に任じられる。天宝二年（743年）には、奚と突厥を再び破り、そのため北の騎馬民族は攻め込んでこなくなったという。
天宝四載（745年）には、河東節度使を兼ねることとなった。朔方から雲中までの数千里の各地の要害に城を築き、敵を近づけることは無く、北方は平穏になった。天宝五載（746年）に皇甫惟明が吐蕃との戦いへ敗北し、王忠嗣が代わりに河西、隴右節度使を兼ねることとなった。四節度使を兼ねるのは前代未聞のことであった。一子は五品官に任じられた。吐蕃との戦いでも度々大勝利を上げ、また、吐谷渾を討伐して降伏させた。しかし、王忠嗣は朔方や河東にいること久しく、士心を得ていたが、河西・隴右ではその地に詳しくなかったと言われる。
また、天宝六載（747年）には、雄武城に武具を蓄えていた安禄山に助力を要請されたが、期限前に雄武城に赴いて安禄山に会わずに帰り、その後、安禄山の謀反をしばしば上奏した。そのため李林甫にも憎まれたという。同年に、朔方・河東節度使を辞退して許可されている。

### 名将失脚
玄宗は、吐蕃が占拠していた石堡城を攻め取ろうと思い、王忠嗣に計略を問うたが、王忠嗣は「吐蕃が国を挙げて守っており、死者は間違いなく、数万人は出るでしょう。兵馬を休め、隙を見て、奪い取るのが上策だと思います」と上奏していた。玄宗は不快に思い、将軍の董延光が攻めることを請うたので石堡城に派遣した。王忠嗣にもその援護を命じたが、彼は従わなかった。
河西兵馬使の李光弼がその理由を尋ねたところ、王忠嗣は「すでに決めたことである。今、石堡城を奪っても、吐蕃を制することはできず、奪わずとも、唐国にはなんの害も無い。なぜ、この王忠嗣の一官位と数万人の命を引き替えられようか？　陛下（玄宗）が、私を責めても、官位を失うだけだ。これは私が望むところだ。ただ、公（李光弼）の好意はありがたい」と答えたという。李光弼は謝して、「大夫（王忠嗣）に累が及ぶのを恐れたのです。大夫は古人（の英雄）と同じ行いをしています。李光弼が及ぶところでありません」と走り出ていったと言われる。
董延光は期日までに勝てず、王忠嗣が攻撃を緩めたために功を上げられなかったと訴えでた。また、李林甫も済陽別駕の魏林に命じ、謀反の讒言をさせたため、玄宗により極刑まで詮議されたが、哥舒翰の官位の賭しての必死の説得により、助命され、11月に漢陽太守に降格となった。天宝七載（748年）に漢東郡太守に移り、天宝八載（749年）に死去した。45歳であったと言われる。子の王震は天宝年間に中秘書丞に任じられた。
後に、石堡城は哥舒翰が落としたが、多数の死者が出て、王忠嗣の言葉通りであったため、王忠嗣は、「当代の名将」と称えられた。兵部尚書を追贈されている。

### エピソード
- 王忠嗣は若い頃は勇敢であったが、節度使になってからは辺境の安寧に心がけ、「平和の時勢の将は兵を慰撫するだけでよく、中国の力を疲れさえ手柄をたてるのを求めない」と語り、ただ、兵馬の訓練を行っていた。また、百五十斤の愛用の弓を袋に入れ、使わないことを示していた。
- しかし、軍中では、日夜戦いに思いを馳せ、多くの諜報を放って敵の隙をうかがい、奇兵を放って攻撃した。そのために兵士は喜んで働き、全ての戦いに勝利した。
- 朔方にいた時、騎馬民族との互市の際に、高値で馬を買うといって誘い、競うようにして騎馬民族が売りにきた馬を買った。そのために、騎馬民族では馬が少なくなり、唐軍の軍馬は充足した。各地の節度使を兼ねた時も馬を各所にあてたために軍は強くなり、天宝の末まで辺境の平穏を保てたという。

## 伝記資料
- 『旧唐書』巻百三 列伝第五十三「王忠嗣伝」
- 『新唐書』巻百三十三 列伝第五十八「王忠嗣伝」
- 『資治通鑑』